# Andnaniyeh - Farjein
Faredjeinah - Farjein (tiếng tiếng Thổ Nhĩ Kỳ: Vericine, tiếng Ả Rập: فرجنية, đã Latinh hoá: Faredjeinah)  hay Andnaniyeh - Farjein (tiếng Ả Rập: العدنانية فرجين) là một ngôi làng Syria nằm ở Darkush Nahiyah thuộc huyện Jisr al-Shughur, Idlib. Theo Cục Thống kê Trung ương Syria (CBS), Andnaniyeh - Farjein có dân số 517 trong cuộc điều tra dân số năm 2004.